# 佩卡里 (科諾托普區)
51°0′31″N 33°26′1″E / 51.00861°N 33.43361°E
佩卡里（烏克蘭語：Пекарі）是位於烏克蘭東北部的村莊，由蘇梅州科諾托普區的波皮夫卡市鎮負責管轄。該村處於羅緬河左岸，距離科諾瓦利3.5公里，海拔高度163米，2001年人口611。